# 韦恩·艾灵顿
韦恩·罗伯特·艾灵顿（英語：Wayne Robert Ellington，1987年10月29日—），美国NBA联盟职业篮球运动员。現自由球員。他在2009年的NBA选秀中第1轮第28顺位被明尼苏达森林狼选中。